# Klassische Mythologie
Unter dem Begriff klassische Mythologie fasst man üblicherweise die griechische Mythologie und die römische Mythologie zusammen. Diese Zusammenfassung erklärt sich aus der Interpretatio Romana, dem Umstand, dass die Römer viele Gottheiten der Griechen übernahmen.
Hier einige Beispiele:
| Griechische Mythologie | Römische Mythologie | Beschreibung |
| ---------------------- | ------------------- | --- |
| Hera                   | Juno                | Gattin und gleichzeitig die Schwester von Zeus                                                                        |
| Ares                   | Mars                | Gott des schrecklichen Krieges, des Blutbades und Massakers                                                           |
| Hephaistos             | Vulcanus            | Gott des Feuers und der Schmiedekunst                                                                                 |
| Aphrodite              | Venus               | Göttin der Liebe, der Schönheit und der sinnlichen Begierde                                                           |
| Poseidon               | Neptunus            | Gott des Meeres, Bruder des Zeus und eine der zwölf olympischen Gottheiten                                            |
| Athene                 | Minerva             | Göttin der Weisheit, der Strategie und des Kampfes, der Kunst, des Handwerks und der Handarbeit                       |
| Dionysos               | Bacchus             | Gott des Weines, der Freude, der Trauben, der Fruchtbarkeit, des Wahnsinns und der Ekstase                            |
| Demeter                | Ceres               | Göttin für die Fruchtbarkeit der Erde, des Getreides, der Saat und die Jahreszeiten                                   |
| Hermes                 | Mercurius           | Schutzgott des Verkehrs, der Reisenden, der Kaufleute und der Hirten, andererseits auch der Gott der Diebe            |
| Pluton (Hades)         | Pluto               | Gott der Totenwelt in der Erdtiefe                                                                                    |
| Hestia                 | Vesta               | Göttin des Familien- und Staatsherdes, des Herd- und Opferfeuers                                                      |
| Apollon                | Apollo              | Gott des Lichts, der Heilung, des Frühlings, der sittlichen Reinheit und Mäßigung sowie der Weissagung und der Künste |
| Artemis                | Diana               | Göttin der Jagd, des Waldes, der Geburt und des Mondes sowie die Hüterin der Frauen und Kinder                        |
| Eros                   | Amor                | Gott der begehrlichen Liebe                                                                                           |
| Nike                   | Victoria            | Siegesgöttin |
| Pan                    | Faunus              | Hirtengott, ein Mischwesen aus Menschenoberkörper und Widder oder Ziegenbock                                          |
| Eos                    | Aurora              | Göttin der Morgenröte                                                                                                 |
| Tyche                  | Fortuna             | Göttin des Schicksals, der glücklichen (oder bösen) Fügung und des Zufalls                                            |
| Hebe                   | Iuventas            | Göttin der Jugend, „die Göttin mit den Rosenwangen“                                                                   |
| Selene                 | Luna                | Mondgöttin |
| Kronos                 | Saturnus            | Der jüngste Sohn der Gaia (Erde) und des Uranos (Himmel), Anführer der Titanen und Vater von Zeus                     |
| Persephone             | Proserpina          | Toten-, Unterwelt- und Fruchtbarkeitsgöttin                                                                           |
| Gaia                   | Tellus              | Die personifizierte Erde und eine der ersten Gottheiten                                                               |
| Palaimon               | Portunus            | Der in eine Meergottheit verwandelte Melikertes, der Sohn der Ino, der Amme des Dionysos                              |
| Rhea                   | Ops                 | Tochter der Gaia und des Uranos sowie die Gemahlin ihres Bruders Kronos                                               |
| Dike                   | Justitia            | Personifikation der Gerechtigkeit                                                                                     |
| Eris                   | Discordia           | Göttin der Zwietracht und des Streites                                                                                |
| Peitho                 | Suada               | Göttin der erotischen Überredung                                                                                      |